# Найден Олександр Семенович
Олекса́ндр Семе́нович На́йден (*18 липня 1937, Черкаси) —  український митець,  доктор   мистецтвознавства,  збирач і дослідник витворів народної культури, поет.

## Біографічні відомості
Народився 18 липня 1937 року в місті Черкаси.
У 1960 році закінчив Черкаський державний педагогічний інститут.
До 1978 року Найден О. С. працював редактором у товаристві «Знання», редагував брошуру завідувача Відділу проблем художнього розвитку мас в умовах розвинутого соціалізму І. Ф. Ляшенка, і той запросив його до Інституту мистецтвознавства, фольклористики та етнології імені М. Т. Рильського НАН України. Від цього починається вже академічний період творчого і життєвого шляху Найдена.
У 1985 році О. С. Найден захистив кандидатську дисертацію «Орнамент українського народного розпису» (оприлюднено як монографію 1989 р.), двома роками раніше, був учасником 9-го міжнародного з'їзду славістів). На початку 1990-х при Києво-Могилянській академії Д. С. Наливайко очолив групу для дослідження барокової культури. Та праця стала міцним підмурівком докторської дисертації, яку О. С. Найден захистив 1997 р., майже одночасно з Вадимом Скуратівським, у спеціалізованій раді з теорії мистецтва при Київській консерваторії.

## Твори
- «Українська народна іграшка» (1999)
- «Червоних сонць протуберанці» збірка праць за редакцією О. С. Найдена  про творчість Катерини Білокур (2001)
- «Марія Приймаченко» (2004)
- «Образ воїна в українському фольклорі» (2005)
- «Українська народна лялька» (2007). Ця трилогія, загальним обсягом майже 70 друкованих аркушів, здобула репутацію бестселерів, а ще дві не менш вагомі (як за змістом, так і за обсягом) моноґрафії лежать у видавничих портфелях — «Народна картина середньої Наддніпрянщини» та « Народна ікона середньої Наддніпрянщини».
- Статті у таких часописах, як «Ант», «Критика», «Сучасність», «Народне мистецтво» та ін.
- «Орнамент українського народного розпису»

## Громадська діяльність
- Член Національної спілки художників України

## Нагороди та відзнаки

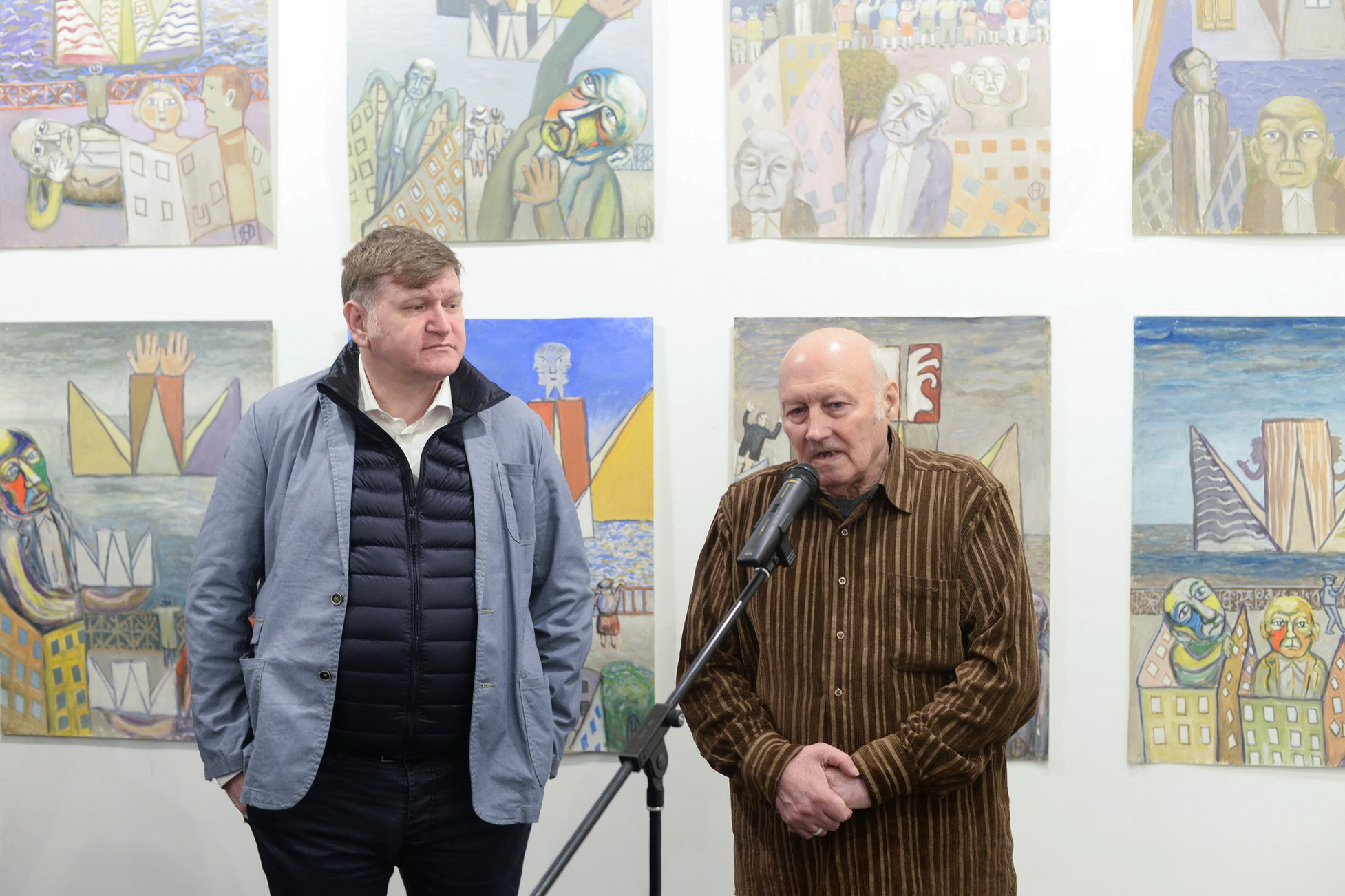
Відкриття виставки Олександра Найдена «Мнима очевидність» в Карась галереї. На фото Євген Карась та Олександр Найден.

- Відкриття виставки Олександра Найдена «Мнима очевидність» в Карась галереї. На фото Євген Карась та Олександр Найден.Премія імені Колесси Філарета Михайловича
- Національна премія України імені Тараса Шевченка (2010).